# Saint-Georges (Cantal)
Pour les articles homonymes, voir Saint-Georges, Saint Georges (homonymie) et Georges.
Saint-Georges est une commune française située dans le département du Cantal, en région Auvergne-Rhône-Alpes.

## Géographie

### Localisation
La commune de Saint-Georges, traversée par le 45e parallèle nord, est de ce fait située à égale distance du pôle Nord et de l'équateur terrestre (environ 5 000 km).
La commune est située dans le sud-est du Cantal, à proximité de Saint-Flour, de part et d'autre de l'Ander. L'A75 la traverse du nord au sud.

### Communes limitrophes
Les communes limitrophes sont Alleuze, Anglards-de-Saint-Flour, Coren, Mentières, Ruynes-en-Margeride, Saint-Flour, Tiviers et Vabres.
| Coren       | Mentières Tiviers | Vabres                  |
| Saint-Flour | Saint-Georges     | Ruynes-en-Margeride     |
|             | Alleuze           | Anglards-de-Saint-Flour |

### Hydrographie
La commune est traversée du nord au sud par l'Ander, rivière qui se jette dans la Truyère. Elle est grossie des eaux du ruisseau de Viadeyres en rive gauche.

### Climat
Pour des articles plus généraux, voir Climat d'Auvergne-Rhône-Alpes et Climat du Cantal.
En 2010, le climat de la commune est de type climat des marges montargnardes, selon une étude du CNRS s'appuyant sur une série de données couvrant la période 1971-2000. En 2020, Météo-France publie une typologie des climats de la France métropolitaine dans laquelle la commune est exposée à un climat de montagne ou de marges de montagne et est dans une zone de transition entre les régions climatiques « Nord-est du Massif Central » et « Sud-est du Massif Central ».
Pour la période 1971-2000, la température annuelle moyenne est de 8,7 °C, avec une amplitude thermique annuelle de 15,8 °C. Le cumul annuel moyen de précipitations est de 776 mm, avec 9,7 jours de précipitations en janvier et 6,5 jours en juillet. Pour la période 1991-2020, la température moyenne annuelle observée sur la station météorologique de Météo-France la plus proche, sur la commune de Saint-Flour à 3 km à vol d'oiseau, est de 8,8 °C et le cumul annuel moyen de précipitations est de 800,3 mm,. Pour l'avenir, les paramètres climatiques de la commune estimés pour 2050 selon différents scénarios d'émission de gaz à effet de serre sont consultables sur un site dédié publié par Météo-France en novembre 2022.

## Urbanisme

### Typologie
Au 1er janvier 2024, Saint-Georges est catégorisée commune rurale à habitat dispersé, selon la nouvelle grille communale de densité à 7 niveaux définie par l'Insee en 2022.
Elle est située hors unité urbaine. Par ailleurs la commune fait partie de l'aire d'attraction de Saint-Flour, dont elle est une commune de la couronne,. Cette aire, qui regroupe 36 communes, est catégorisée dans les aires de moins de 50 000 habitants,.
La commune, bordée par un plan d’eau intérieur d’une superficie supérieure à 1 000 hectares, le lac du Barrage de Grandval, est également une commune littorale au sens de la loi du 3 janvier 1986, dite loi littoral. Des dispositions spécifiques d’urbanisme s’y appliquent dès lors afin de préserver les espaces naturels, les sites, les paysages et l’équilibre écologique du littoral, tel le principe d'inconstructibilité, en dehors des espaces urbanisés, sur la bande littorale des 100 mètres, ou plus si le plan local d’urbanisme le prévoit.

### Occupation des sols
L'occupation des sols de la commune, telle qu'elle ressort de la base de données européenne d’occupation biophysique des sols Corine Land Cover (CLC), est marquée par l'importance des territoires agricoles (72,2 % en 2018), en diminution par rapport à 1990 (73,5 %). La répartition détaillée en 2018 est la suivante : 
prairies (44,3 %), zones agricoles hétérogènes (27,9 %), forêts (23,6 %), milieux à végétation arbustive et/ou herbacée (2,2 %), zones urbanisées (1 %), zones industrielles ou commerciales et réseaux de communication (1 %), eaux continentales (0,1 %). L'évolution de l’occupation des sols de la commune et de ses infrastructures peut être observée sur les différentes représentations cartographiques du territoire : la carte de Cassini (XVIIIe siècle), la carte d'état-major (1820-1866) et les cartes ou photos aériennes de l'IGN pour la période actuelle (1950 à aujourd'hui).

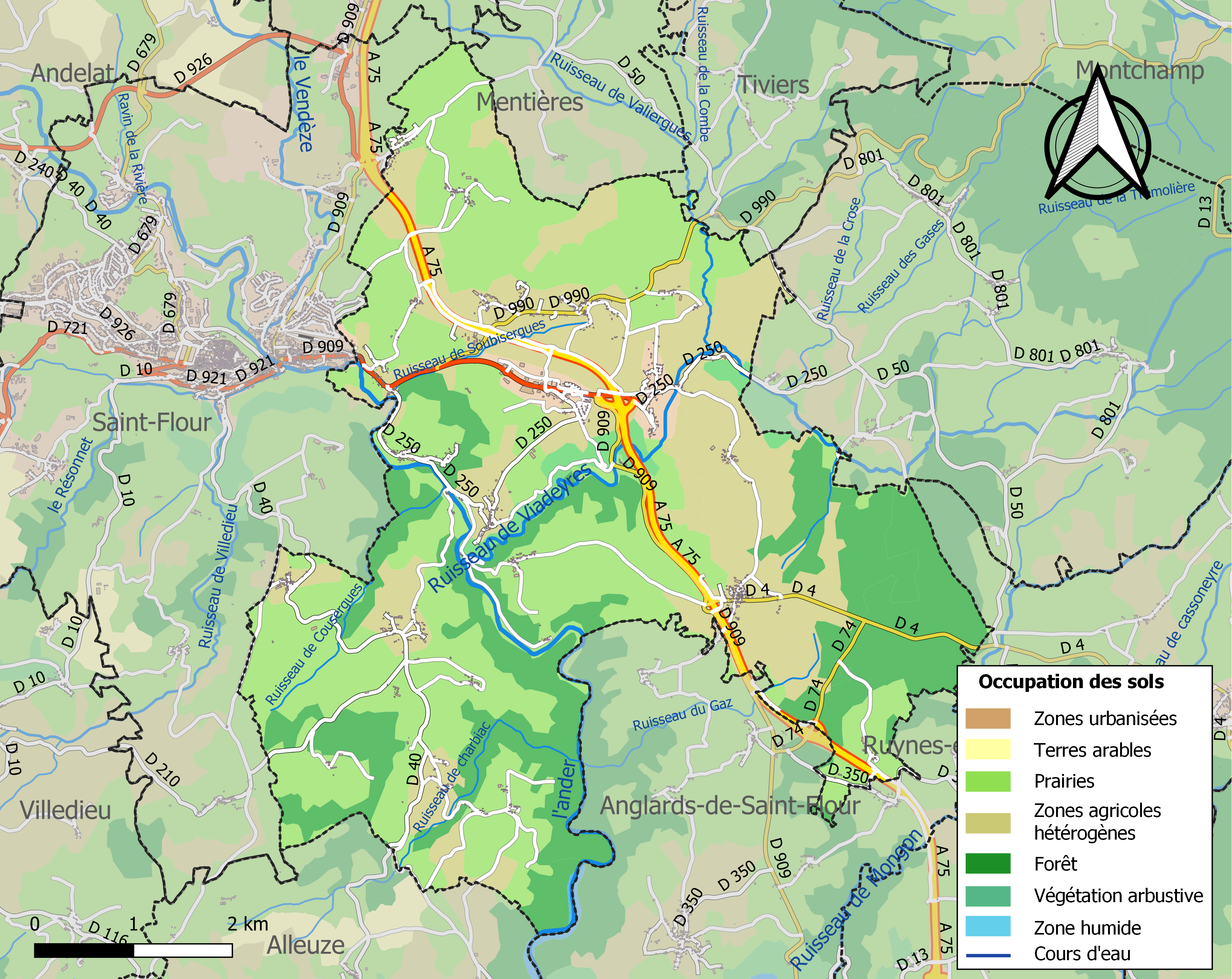
Carte des infrastructures et de l'occupation des sols de la commune en 2018 (CLC).

### Habitat et logement
En 2020, le nombre total de logements dans la commune était de 609, alors qu'il était de 579 en 2014 et de 533 en 2009.
Parmi ces logements, 83,3 % étaient des résidences principales, 11,2 % des résidences secondaires et 5,5 % des logements vacants. Ces logements étaient pour 92,1 % d'entre eux des maisons individuelles et pour 7,4 % des appartements.
Le tableau ci-dessous présente la typologie des logements à Saint-Georges en 2020 en comparaison avec celle du Cantal et de la France entière. Une caractéristique marquante du parc de logements est ainsi une proportion de résidences secondaires et logements occasionnels (11,2 %) inférieure à celle du département (20,6 %) mais supérieure à celle de la France entière (9,7 %). Concernant le statut d'occupation des résidences principales, 85,4 % des habitants de la commune sont propriétaires de leur logement (83,9 % en 2014), contre 70,6 % pour le Cantal et 57,5 pour la France entière.
| Typologie                                               | Saint-Georges | Cantal | France entière |
| ------------------------------------------------------- | ------------- | ------ | -------------- |
| Résidences principales (en %)                           | 83,3          | 67,7   | 82,1           |
| Résidences secondaires et logements occasionnels (en %) | 11,2          | 20,6   | 9,7            |
| Logements vacants (en %)                                | 5,5           | 11,7   | 8,2            |

## Toponymie
Dans le passé, la ville a porté l'ancien nom de Broussadol (ou Brossadel).

## Histoire

### Moyen Âge
En 1010, une église est donnée par Jean de Turlande au chevalier Alboin de Brossadel. Ce dernier la donne au monastère de Saint-Flour. La famille de Brossadel est une importante famille de la noblesse auvergnate. Le chateau de Brossadel fût un lieu de résidence de Robert de Turlande.

#### Guerre de Cent Ans
La commune est particulièrement affectée par la période de la guerre de Cent Ans. Elle est située sur la route reliant la ville de Saint-Flour à la sénéchaussée de Beaucaire. La maîtrise de ces lieux est donc stratégique.
En 1359, des archers picards au service de Robert III d'Artois prennent le chateau de Brossadel. La ville est ensuite reprise mais elle provoquera la ruine de la famille Brossadel.
En 1382, la révolte des Tuchins atteint la région de Saint-Flour. Le sieur Borgha, meneur de la révolte tente une première prise du chateau de Brossadel en 1382. Celui-ci est alors défendu par les archers de la ville de Saint-Flour.
En 1384, les Tuchins désormais alliés aux Anglais effectuent une nouvelle tentative et réussissent la prise du 15 au 17 mai 1384 par Jean de Dienne. Cette dernière date marque une contre-offensive des sanflorains qui reprennent et détruisent le château. La famille Brossadel cherche alors à obtenir réparation pour la destruction du chateau mais une ordonnance de Jean de Berry prononce l'amnistie des sanflorains et la fin des poursuites.

### Temps modernes
La période des guerres de religion dans la seconde moitié du XVIe siècle connait des développements dans la région de Saint-Georges.
Tout d'abord en 1578, le château de Varillettes est pris le 15 août 1578 par le capitaine Merle pour les protestants.
En 1591, le château de Saint-Michel est pris par le seigneur de Lastic pour les forces de la Ligue. Il est repris par Annet de Fontanges en 1593.
Le château de Saint-Michel sera parfois utilisé ensuite pour améliorer la perception de la dîme.
En 1700, le village du Pirou accueille une école.

### Epoque contemporaine
Les fusillés du pont de Soubizergues, le 14 juin 1944.

## Politique et administration

### Liste des maires
| Période                                  | Période                   | Identité                                    | Étiquette | Qualité                                                                      |
| ---------------------------------------- | ------------------------- | ------------------------------------------- | --------- | ---------------------------------------------------------------------------- |
| Les données manquantes sont à compléter. |                           |                                             |           |                                                                              |
| début XXe siècle                         |                           | Jean-Emmanuel Grèze (1853-1918)             | Rad.      | Conseiller d'arrondissement (1904-1910) conseiller général (1910-1918)       |
| Les données manquantes sont à compléter. |                           |                                             |           |                                                                              |
| milieu XXe siècle                        |                           | Pierre Grèze (1881-1957, fils de J.E.Grèze) | Rad.      | Minotier, conseiller d'arrondissement (1925-1941).                           |
| Les données manquantes sont à compléter. |                           |                                             |           |                                                                              |
| mars 2001                                | En cours (au 31 mai 2020) | Jean-Jacques Monloubou                      | SE        | Cadre Conseiller départemental du canton de Neuvéglise-sur-Truyère (2015 → ) |

## Population et société

### Démographie

#### Évolution démographique
L'évolution du nombre d'habitants est connue à travers les recensements de la population effectués dans la commune depuis 1793. Pour les communes de moins de 10 000 habitants, une enquête de recensement portant sur toute la population est réalisée tous les cinq ans, les populations de référence des années intermédiaires étant quant à elles estimées par interpolation ou extrapolation. Pour la commune, le premier recensement exhaustif entrant dans le cadre du nouveau dispositif a été réalisé en 2006.

En 2022, la commune comptait 1 176 habitants, en évolution de −0,17 % par rapport à 2016 (Cantal : −1,08 %, France hors Mayotte : +2,11 %).
| 1793 | 1800 | 1806 | 1821 | 1831 | 1836 | 1841 | 1846 | 1851 |
| ---- | ---- | ---- | ---- | ---- | ---- | ---- | ---- | ---- |
| 991  | 744  | 811  | 951  | 954  | 997  | 962  | 912  | 973  |

| 1856 | 1861 | 1866 | 1872 | 1876 | 1881 | 1886 | 1891 | 1896 |
| ---- | ---- | ---- | ---- | ---- | ---- | ---- | ---- | ---- |
| 931  | 914  | 915  | 944  | 914  | 974  | 986  | 967  | 944  |

| 1901 | 1906 | 1911 | 1921 | 1926 | 1931 | 1936 | 1946 | 1954 |
| ---- | ---- | ---- | ---- | ---- | ---- | ---- | ---- | ---- |
| 990  | 920  | 940  | 913  | 905  | 916  | 882  | 764  | 824  |

| 1962 | 1968 | 1975 | 1982  | 1990  | 1999 | 2006  | 2011  | 2016  |
| ---- | ---- | ---- | ----- | ----- | ---- | ----- | ----- | ----- |
| 762  | 774  | 893  | 1 036 | 1 039 | 939  | 1 128 | 1 094 | 1 178 |

| 2021  | 2022  | - | - | - | - | - | - | - |
| ----- | ----- | - | - | - | - | - | - | - |
| 1 183 | 1 176 | - | - | - | - | - | - | - |

#### Pyramide des âges
La population de la commune est plus jeune que celle du département. En 2021, le taux de personnes d'un âge inférieur à 30 ans s'élève à 29,3 %, soit un taux supérieur à la moyenne départementale (26,5 %). À l'inverse, le taux de personnes d'un âge supérieur à 60 ans (30 %) est inférieur au taux départemental (36,6 %).
En 2021, la commune comptait 602 hommes pour 581 femmes, soit un taux de 50,89 % d'hommes, supérieur au taux départemental (48,9 %).
Les pyramides des âges de la commune et du département s'établissent comme suit :
| Hommes | Classe d’âge | Femmes |
| ------ | ------------ | ------ |
| 0,8    | 90 ou +      | 0,8    |
| 8,5    | 75-89 ans    | 7,8    |
| 19,8   | 60-74 ans    | 22,3   |
| 24,1   | 45-59 ans    | 22,2   |
| 17,4   | 30-44 ans    | 17,6   |
| 11,7   | 15-29 ans    | 12,3   |
| 17,6   | 0-14 ans     | 17     |

| Hommes | Classe d’âge | Femmes |
| ------ | ------------ | ------ |
| 1,2    | 90 ou +      | 3,1    |
| 10,1   | 75-89 ans    | 13,5   |
| 22,9   | 60-74 ans    | 22,6   |
| 21,8   | 45-59 ans    | 20,5   |
| 16,1   | 30-44 ans    | 15,2   |
| 13,8   | 15-29 ans    | 11,9   |
| 14,2   | 0-14 ans     | 13,3   |

## Économie
- Zone d'activités de Crozatier (à proximité de la sortie 29 de l'autoroute A75) : entreprises liées au transport routier (garages automobiles et poids-lourds, stations-service, centres de contrôle automobile, entreprises de transports) ; centre commercial ; hôtel, restaurant.

## Culture locale et patrimoine

### Lieux et monuments

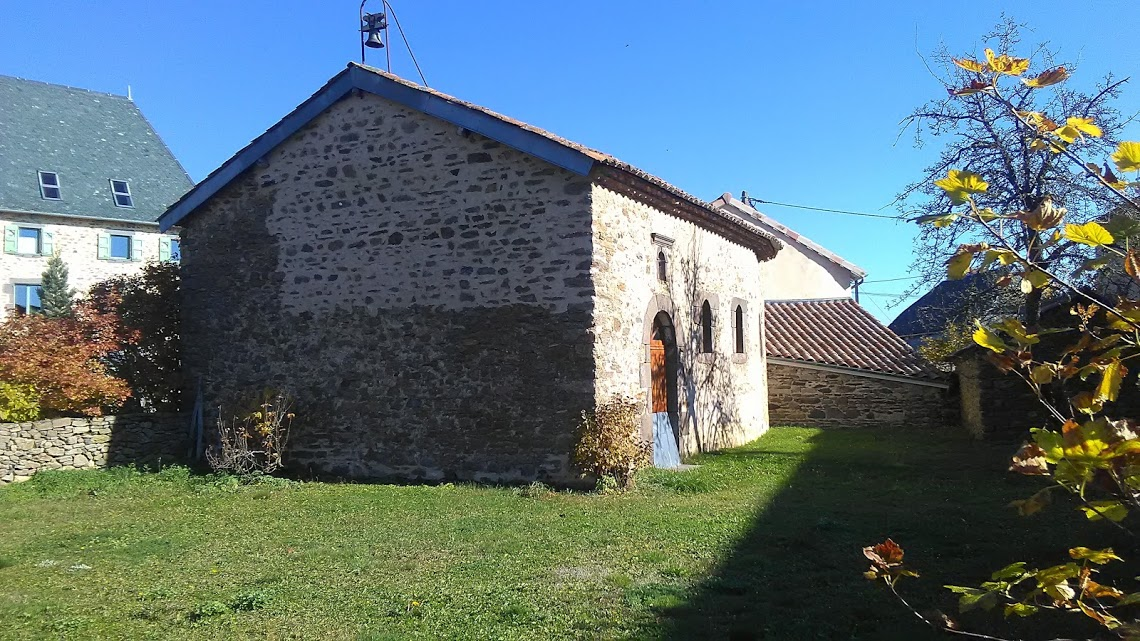
Chapelle du Pirou.

- La commune comprend trois monuments historiques : 
  - le château de Varillettes (inscrit en 1982)[21] ;
  - le dolmen de Mons (classé en 1980)[22] ;
  - les tumuli de Chausse (inscrits en 2010)[23].
- Église Saint-Étienne et Saint-Georges
- Chapelle du hameau du Pirou.

### Personnalités liées à la commune
- Famille de Lastic.